# Owensville (Indiana)
Owensville es un pueblo ubicado en el condado de Gibson en el estado estadounidense de Indiana. En el Censo de 2010 tenía una población de 1284 habitantes y una densidad poblacional de 841,69 personas por km².

## Geografía
Owensville se encuentra ubicado en las coordenadas 38°16′18″N 87°41′30″O / 38.27167, -87.69167. Según la Oficina del Censo de los Estados Unidos, Owensville tiene una superficie total de 1.53 km², de la cual 1.53 km² corresponden a tierra firme y (0%) 0 km² es agua.

## Demografía
Según el censo de 2010, había 1284 personas residiendo en Owensville. La densidad de población era de 841,69 hab./km². De los 1284 habitantes, Owensville estaba compuesto por el 97.9% blancos, el 0.23% eran afroamericanos, el 0.7% eran amerindios, el 0.23% eran asiáticos, el 0% eran isleños del Pacífico, el 0% eran de otras razas y el 0.93% pertenecían a dos o más razas. Del total de la población el 1.25% eran hispanos o latinos de cualquier raza.